# فوقس غويري
فوقس غويري (الاسم العلمي: Fucus guiryi) هو نوع من الطلائعيات يتبع جنس الفوقس من الفصيلة الفوقسية.	  